# 土龙山镇
土龙山镇，是中华人民共和国黑龙江省佳木斯市桦南县下辖的一个乡镇级行政单位。

## 行政区划
土龙山镇下辖以下地区：
柴家村、长青村、凤岐村、合力村、洪林子村、精勤村、聚宝村、三王村、胜利村、四合村、太义村、新华村、新颜村、新源村、永胜村、振山村、战生村、前进村、丰收村、庆发村、六合村、新发村和横岱村。